# Microvelia marginata
Microvelia marginata är en insektsart som beskrevs av Philip Reese Uhler 1893. Microvelia marginata ingår i släktet Microvelia och familjen vattenlöpare. Inga underarter finns listade i Catalogue of Life.